# Бидього

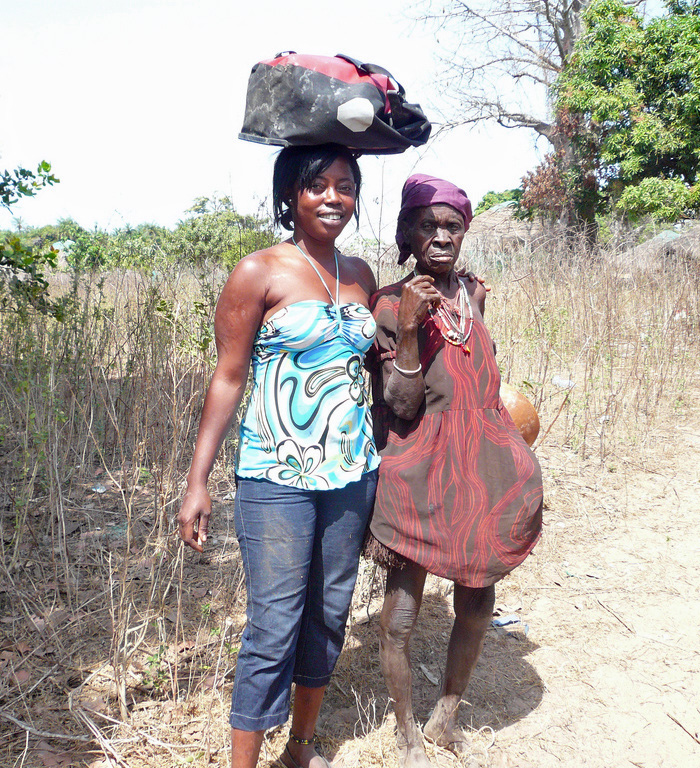
Женщины-бидього

Бидьо́го (самоназвание биджого, бижаго) — народ, проживающий в Гвинее-Бисау, на островах Бижагош. Численность составляет примерно 10 тыс. человек. Язык относится к нигеро-кордофанской семье, западно-атлантической группе, имеют несколько диалектов: бидього, анхаки, оранго. Помимо собственных диалектов, распространен также португальский язык и его креольский вариант «гвинейский креоли».

## Культура
Культура бидього во многом близка к культуре народов биафала и баланте. Большая часть народа сохраняет традиционные верования, но есть и небольшое количество, исповедующих христианство. Традиционный вид жилища — круглая или прямоугольная в плане хижина с глиняными стенами, конической или четырёхскатной крышей, расписанной снаружи и имеющей круговую веранду. Женщины в народе имеют отличительный вид причёски с использованием глины, пальмового масла, красного и чёрного красителей, а также носят медные украшения. В прошлом известны союзы деревень во главе с верховным вождем («королём»). Счёт родства матрилинейный, брак матрилокальный. Традиционные верования — культы природы и предков. Распространены магия, колдовство, талисманы и т. п.

## Род занятий
Обработка дерева: строительство больших лодок, часто раскрашиваемых (ранее с двойной или тройной «бронёй» из шкур); изготовление деревянной утвари и скульптуры. В пищу, в основном, употребляют рыбную еду и растительную.